# Mabu (köpinghuvudort i Kina, Jiangxi Sheng, lat 27,56, long 115,39)
Mabu är en köpinghuvudort i Kina. Den ligger i provinsen Jiangxi, i den sydöstra delen av landet, omkring 130 kilometer söder om provinshuvudstaden Nanchang. Antalet invånare är 14 911. Befolkningen består av 6 938 kvinnor och 7 973 män. Barn under 15 år utgör 20,0 %, vuxna 15-64 år 71 %, och äldre över 65 år 7,0 %.
Runt Mabu är det ganska tätbefolkat, med 129 invånare per kvadratkilometer. Närmaste större samhälle är Badu, 17,7 km sydväst om Mabu. I omgivningarna runt Mabu växer i huvudsak blandskog.
Genomsnittlig årsnederbörd är 2 066 millimeter. Den regnigaste månaden är juni, med i genomsnitt 330 mm nederbörd, och den torraste är oktober, med 24 mm nederbörd.